# Ketino Kachiani-Gersinska
Ketino Kachiani-Gersinska (Geórgia, 11 de setembro de 1971) é uma MI georgiano-alemã e ex-campeã mundial júnior de xadrez.  Ela recebeu o título de WGM em 1990 e o de MI em 1997.